# Montecatini Terme
Montecatini Terme (ufficialmente anche Montecatini-Terme) è un comune italiano di 21 720 abitanti della provincia di Pistoia in Toscana. La cittadina, situata al centro della Valdinievole, ospita un'importante stazione termale (Terme di Montecatini) e fa del turismo la principale attività economica del territorio. Nel 2021 è stata dichiarata patrimonio dell'umanità dall'UNESCO nelle Grandi città termali d'Europa.

## Geografia fisica
Montecatini Terme si trova nella zona della Valdinievole, delimitata ad ovest dal fiume Pescia, ad est del torrente Nievole, a nord dalla montagna pistoiese, ultime propaggini della catena degli Appennini, mentre a sud-est dal Padule di Fucecchio.
Altro corso d'acqua del comune è il torrente Borra che per un tratto delimita il confine con Massa e Cozzile, tra le aree naturali si ritrovano il Colle delle Panteraie e il parco termale, noto anche come La Pineta. 
Il moderno capoluogo del comune, oggi rinomato centro termale, si sviluppa ai piedi della collina di Montecatino (da non confondersi con Montecatino presso Lucca), costituente l'antico nucleo storico, noto oggi come Montecatini Alto.

### Territorio
- Zona di estrazione vulcanica.

### Clima
In base alla media trentennale di riferimento (1961-1990), la temperatura media del mese più freddo, gennaio, è di +6,3 °C; quella del mese più caldo, luglio, si attesta a +24,3 °C.
Le precipitazioni medie annue, superiori ai 1.000 mm e distribuite mediamente in 95 giorni di pioggia, presentano un minimo relativo in estate, un picco in autunno ed un massimo secondario tra l'inverno e la primavera.
| Mese                | Mesi | Mesi | Mesi | Mesi | Mesi | Mesi | Mesi | Mesi | Mesi | Mesi | Mesi | Mesi | Stagioni | Stagioni | Stagioni | Stagioni | Anno  |
| Mese                | Gen  | Feb  | Mar  | Apr  | Mag  | Giu  | Lug  | Ago  | Set  | Ott  | Nov  | Dic  | Inv      | Pri      | Est      | Aut      | Anno  |
| ------------------- | ---- | ---- | ---- | ---- | ---- | ---- | ---- | ---- | ---- | ---- | ---- | ---- | -------- | -------- | -------- | -------- | ----- |
| T. max. media (°C)  | 9,7  | 11,4 | 14,6 | 18,9 | 23,4 | 27,6 | 30,7 | 29,8 | 25,7 | 20,2 | 14,3 | 10,3 | 10,5     | 19,0     | 29,4     | 20,1     | 19,7  |
| T. min. media (°C)  | 2,9  | 3,8  | 5,9  | 8,7  | 12,1 | 15,7 | 18,0 | 17,6 | 14,9 | 11,0 | 6,9  | 3,7  | 3,5      | 8,9      | 17,1     | 10,9     | 10,1  |
| Precipitazioni (mm) | 116  | 90   | 100  | 77   | 77   | 46   | 30   | 66   | 92   | 112  | 130  | 125  | 331      | 254      | 142      | 334      | 1 061 |
| Giorni di pioggia   | 10   | 9    | 10   | 8    | 9    | 5    | 3    | 5    | 7    | 8    | 11   | 10   | 29       | 27       | 13       | 26       | 95    |

- Diffusività atmosferica: media, Ibimet CNR 2002

## Storia
La presenza dell'uomo nella zona dell'attuale Montecatini Terme è molto antica. Probabilmente fin dal Paleolitico la regione fu frequentata da cacciatori itineranti, ma è solo a partire dal Mesolitico che numerosi insediamenti sono ben testimoniati, specialmente nella fascia collinare della Valdinievole, anche se ne rimangono poche tracce.
La località era conosciuta anche ai tempi dell'età romana, Tito Livio descrive la zona come paludosa nel racconto del passaggio di Annibale. Si ritiene inoltre che l'utilizzo stesso delle fonti termali risalga all'epoca di Roma o addirittura all'epoca pre-romana. Il nome "Montecatini" presenterebbe infatti un'etimologia etrusca, dal nome personale Cat-ini in seguito latinizzato in Catina, Catinius, Catunius e simili e usato in forma di prediale.

### Dal Medioevo ai Medici

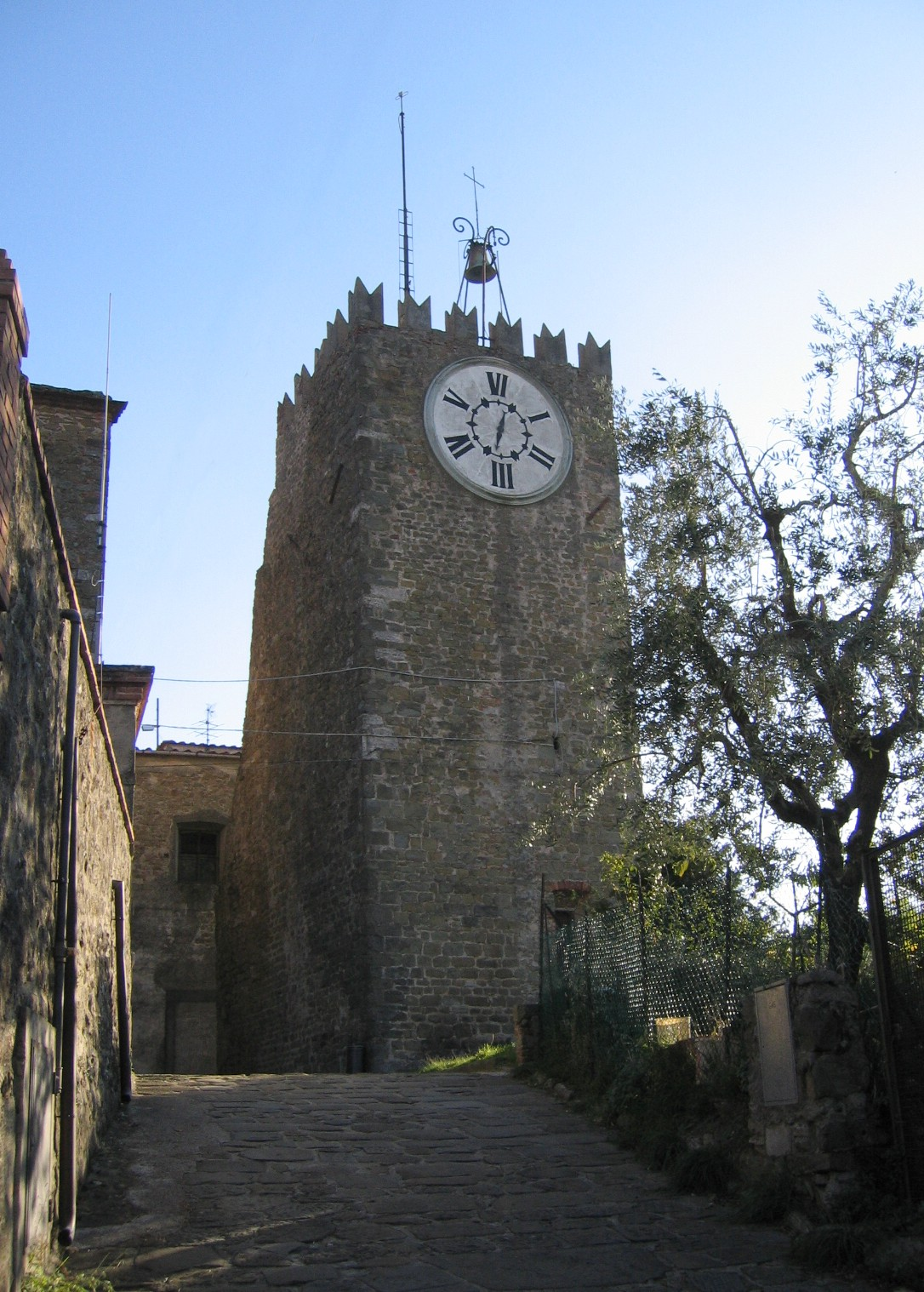
La Torre dell'Orologio di Montecatini Alto

L'esistenza di Montecatini Castello, l'odierna Montecatini Alto, è già documentata nel Medioevo. Nell'insediamento era già presente un centro termale che in seguito sorgerà anche in pianura grazie alle acque salate della città (Bagno Tondo). Ciò viene dimostrato da un documento del 1340 che fa riferimento all'estrazione di sale dalle acque. Inoltre c'è anche una lettera a dimostrarlo, ovvero quella mandata dal Mercante Francesco di Marco Datini il quale richiede al suo medico le acque curative dei Bagni di Montecatini. Altre testimonianze sono riportate dal famoso medico Ugolino da Montecatini il quale per la prima volta fece esaminare le acque con metodi scientifici. 
In epoca medievale gli abitanti della città si trovarono in condizioni di vero disagio, dovendo combattere epidemie, malanni e guerre. Le battaglie tra le città che si contendevano Montecatini (Firenze, Pisa, Pistoia e Lucca) costrinsero la popolazione a spostarsi sulle colline che circondano Montecatini, poiché il suolo della città era teatro di scontri continui. Bisogna inoltre ricordare che Montecatini era costituita perlopiù da palude, e di questa caratteristica ci dava conferma Tito Livio, che descrisse come Annibale di Cartagine fosse passato "dal Padule di Fucecchio" nella sua marcia verso sud.
Generalmente si tramanda che i Bagni di Montecatini erano tre: il Bagno Tondo (il più antico stabilimento, dalla dubbia localizzazione), il Bagno della Regina (suddiviso in due compartimenti) e il Bagno Nuovo (voluto direttamente dalle autorità di Firenze nel XIV secolo, ma in seguito chiuso). In seguito si hanno notizie del Bagno dei Merli o della Rogna e il Bagno dei Cavalli o Regio, identificabili con le future terme Leopoldine e Tettuccio.
A partire dal decimo secolo e fino al 1270 con la Repubblica Lucchese, si era tentato di bonificare il territorio, colpito da epidemie di malaria, ma il lavoro non fu portato a termine con successo e si vennero a creare pozze dove l'acqua ristagnava.
Nel 1315 si svolse la battaglia di Montecatini, nelle cui acque melmose molti uomini trovarono la morte. Si pensa che a questa battaglia abbia partecipato anche Dante Alighieri.
Nel 1328 le chiuse che con la bonifica erano state negate, furono ristabilite.

### Dalla Signoria Dei Medici in Valdinievole agli Asburgo-Lorena

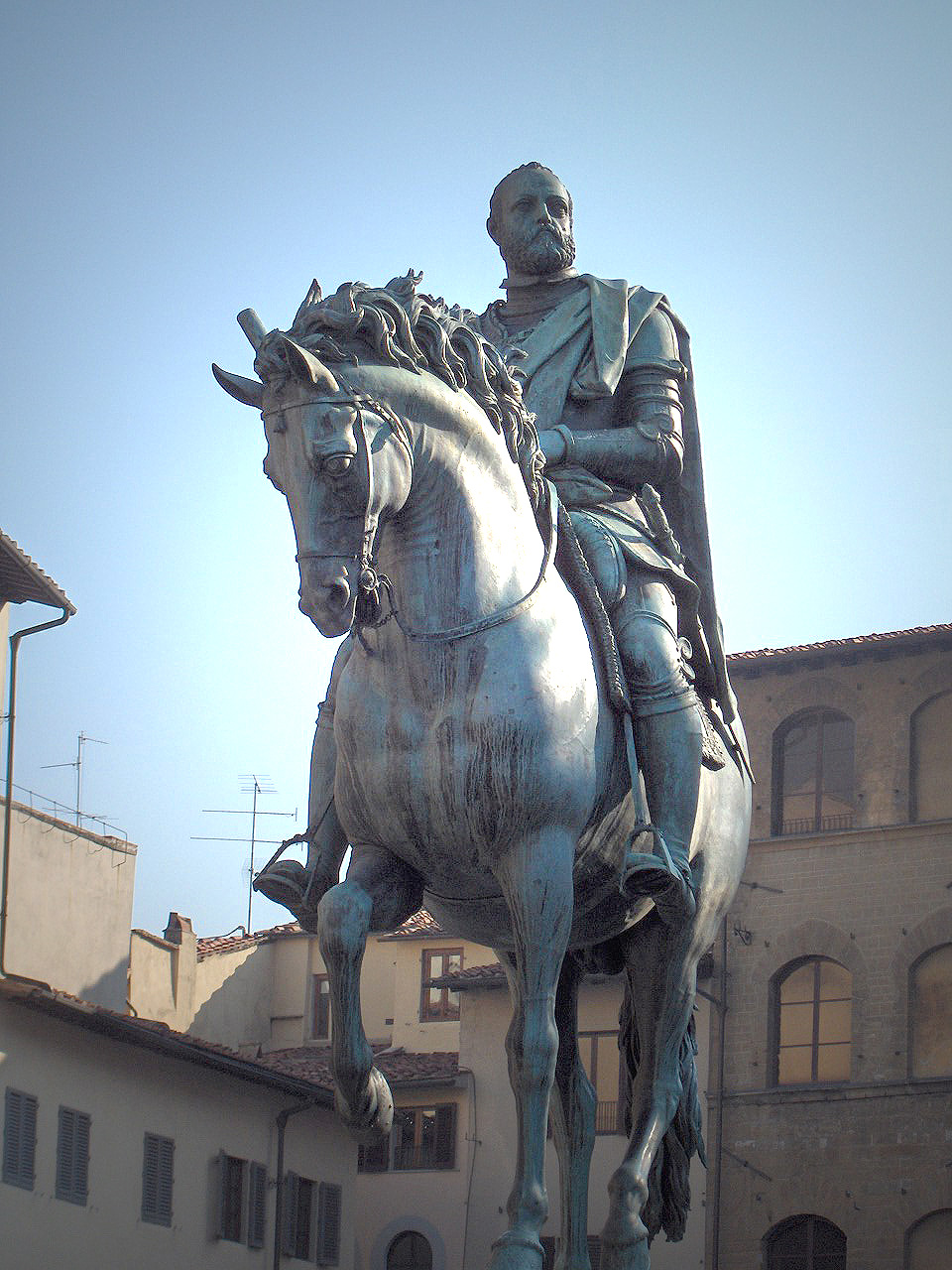
Statua equestre di Cosimo I, opera del Giambologna (Piazza della Signoria, Firenze)

Dal 1339 la Valdinievole è sotto il dominio di Firenze e quindi dei Medici, i quali non portarono giovamenti rilevanti alle Terme e alla città di Montecatini.
Cosimo de' Medici fu il primo a costruire un ponte-diga per passare sopra le acque melmose della zona. L'iniziativa portò grandi miglioramenti a livello economico, ma fu deleteria per gli abitanti della Valdinievole.
Nel 1447 si ha da parte di Firenze l'approvazione di un contributo per il restauro delle fabbriche appartenenti ai Bagni.
Per la posizione Montecatini spesso era luogo di battaglie; infatti nel 1554 si trova al centro dello scontro tra Carlo V, alleato di Cosimo I e le milizie senesi e francesi che sotto il comando di Piero Strozzi, si erano arroccate nel Castello di Montecatini. Così, Cosimo fece smantellare il Castello.
Nel 1539 il proprietario dei Bagni di Montecatini, in seguito a problemi finanziari, offrì i propri possedimenti a Cosimo, che divenne Duca nel 1537, e granduca, grazie alla nomina di papa Pio V, nel 1569. Poiché la consorte di Cosimo, Eleonora di Toledo, faceva uso frequente delle acque di Montecatini, i Medici fecero analizzare le terme dai loro incaricati, ma la proposta non andò a buon fine.
Nel 1574 l'offerta fu nuovamente proposta a Francesco I, figlio di Cosimo, a condizione che l'uso dei bagni fosse concesso ai cittadini di Montecatini. In quegli anni la Valdinievole aveva visto crescere la popolazione e l'economia. Però tra il 1500 e il 1756 si ebbero ripetute epidemie a causa di un allagamento di prati, boschi, campi e pascoli, dovuti alla caduta del Ponte a Cappiano.
I Medici durante la loro reggenza avevano lucrato su un sacco di cose compresi gli affitti di fattorie e sulla pesca, così ci furono cause per difendere i residenti della zona e per permettere loro di pagare la bonifica del Padule con i vari soldi recuperati.
Nel 1737 si estinse la casata dei Medici. Le grandi potenze europee riunitesi a Vienna nel 1738, stabilirono che la Toscana venisse assegnata agli Asburgo-Lorena.

### Gli Asburgo-Lorena: fondatori della città termale

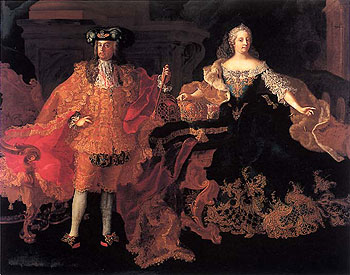
Francesco I di Lorena e Maria Teresa d'Austria ritratti nel 1745 in abiti da incoronazione.

Francesco I di Lorena e Maria Teresa d'Austria andarono a Firenze nel 1739, dove restarono tre mesi, poi affidarono il governo ad un Consiglio di Reggenza che operò fino al 1765. L'organo di reggenza cercò di risolvere prontamente il problema della bonifica del Padule, ma il tutto si rivelò più difficile del previsto a causa dei metodi arretrati usati per risolvere la medesima cosa. In quegli anni si presentarono di nuovo epidemie, febbri e carestie. Per risolvere il problema era necessario: sistemare i terreni vicini al Padule incanalando le acque sorgive che ristagnavano in Valdinievole e ridare vigore alle culture e agli allevamenti.
Nel 1765, con la morte di Francesco, fu Pietro Leopoldo a succedergli assumendo il titolo di granduca. Andò diverse volte a Montecatini per capire in prima persona il disagio della Valdinievole e pertanto la storia delle terme iniziò grazie al granduca Leopoldo di Toscana. Fece ispezionare il territorio da grandi studiosi e cercò di prendere le decisioni più giuste e ragionevoli per il territorio. Il granduca andò a Montecatini nel 1772 e ordinò di abbattere le chiuse e le pescaie di Ponte a Cappiano. Fu avviata la canalizzazione delle acque termominerali e fu dato inizio alla restaurazione della città che mise in pratica la concezione di città termale moderna. Pietro Leopoldo tornò numerose volte a Montecatini per verificare lo stato dei lavori, anche con la famiglia. il 1º marzo 1790 lasciò Firenze per tornare a Vienna per succedere al fratello Giuseppe, il quale era deceduto.

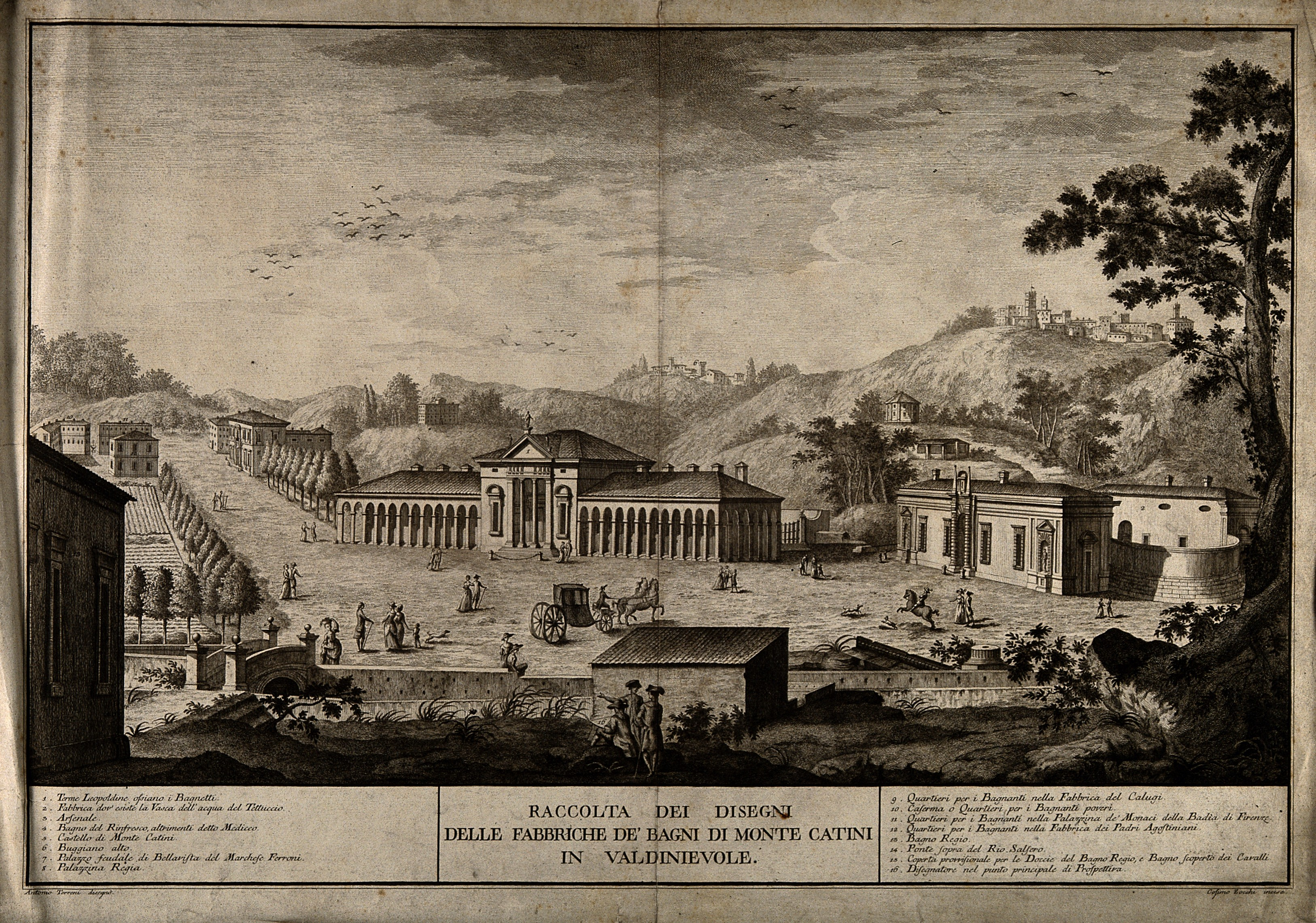
Montecatini Terme nel XVIII secolo

Il terzo granduca fu Ferdinando III salito al trono toscano a soli 21 anni. Il 10 giugno 1817 il complesso dei Bagni di Montecatini fu passato da Ferdinando alla comunità e fu assegnata una giusta quantità di denaro per mantenerli efficienti.
Il 18 giugno 1818 i Bagni furono dati in gestione a una deputazione formata da persone stimate dell'epoca tra cui anche il padre di Giuseppe Giusti, Domenico Giusti. Con questa nuova amministrazione dei Bagni ci furono innovazioni e miglioramenti.
Morto Ferdinando III, gli succedette Leopoldo II. Leopoldo II collaborò per la costruzione della Locanda Maggiore. La conclusione dell'epoca lorenese si conclude con l'incalzare del Risorgimento. La fine del Granducato avvenne nel 1859.
Nel 1860 Montecatini entra a far parte della Provincia di Lucca. La sede comunale si trova a Montecatini Alto (capoluogo del comune di Montecatini Valdinievole). Grazie al congresso medico Internazionale di Firenze, nel 1889 la città aprì la strada all'attività nel campo della medicina termale. Sempre nel medesimo anno, viene ampliato e migliorato il progetto urbano proposto e iniziato da Pietro Leopoldo. Nel 1898 viene inaugurata la funicolare per il castello.

### Il Novecento

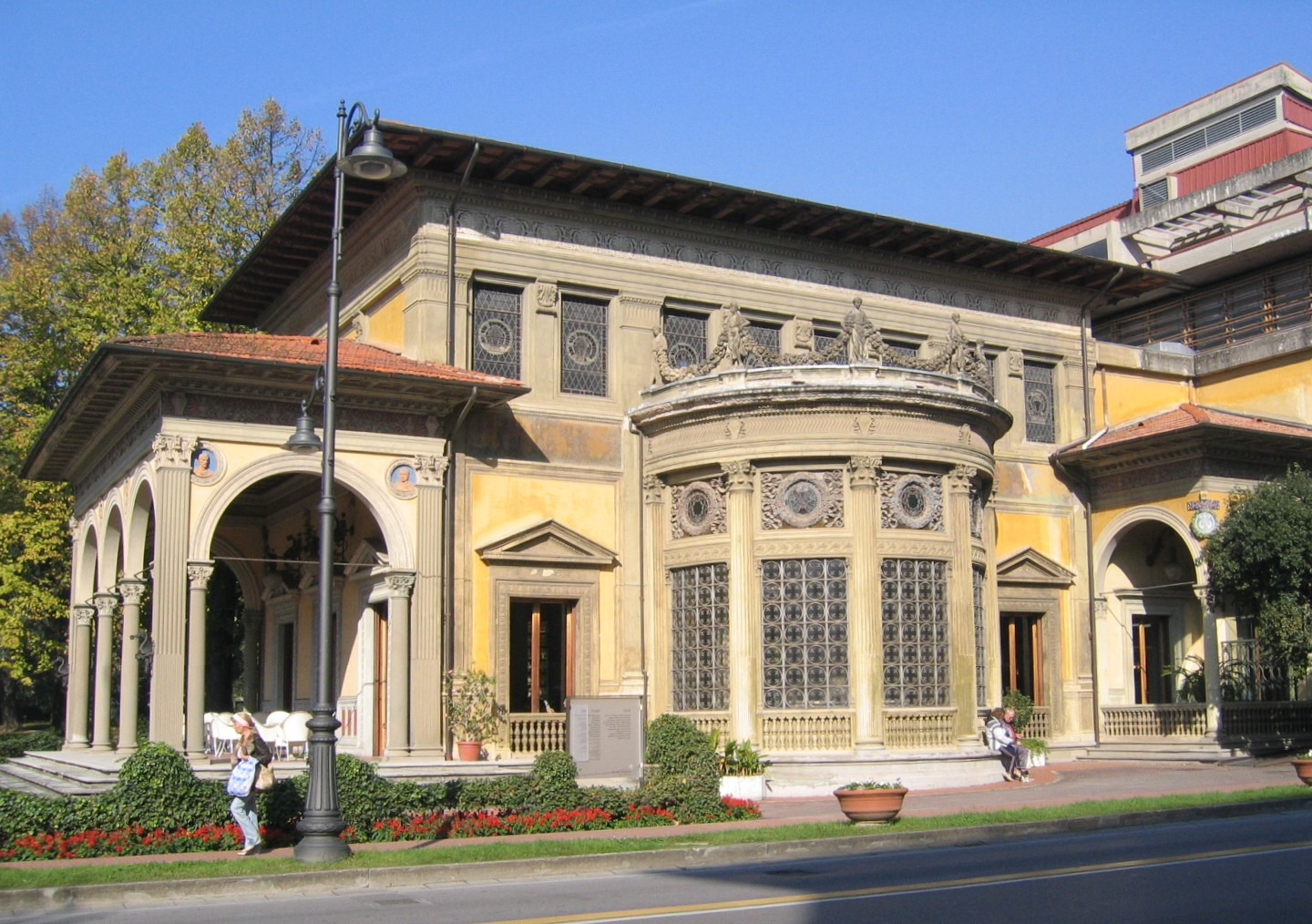
Terme Excelsior

Il 16 giugno 1905 Montecatini Alto e Bagni di Montecatini diventano realtà comunali autonome. Il 28 ottobre 1928 si cambiò il nome: da Bagni di Montecatini a Montecatini Terme. Nel 1928 il comune di Montecatini, insieme a tutti gli altri Comuni della Valdinievole, passa dalla Provincia di Lucca alla neonata Provincia di Pistoia. Dal 1904 al 1915 nascono gli stabilimenti Torretta e Excelsior, seguiti da molti altri progetti e iniziative che daranno vita all'urbanistica della città e contribuiranno a migliorare il suo aspetto con nuovi edifici non solo termali.
Giovannozzi dal 1919 al 1928 restaura le Terme Leopoldine e le Terme Tettuccio. Benito Mussolini si recherà poi a vedere i nuovi stabilimenti per vedere come erano stati spesi i soldi dati dallo Stato per la restaurazione e affidò l'amministrazione a Schweiger.
Nel corso dei primi anni della seconda guerra mondiale, Montecatini fu uno dei comuni toscani designati come luogo di internamento civile per ebrei stranieri. A partire dal gennaio 1942 vi giunsero a gruppi un totale di 886 ebrei anglo-maltesi e 144 ebrei greci. Vi risiedettero anche a regime di internamento libero almeno 12 profughi ebrei giunti in Italia dall'Europa orientale attraverso i Balcani. Dopo l'8 settembre 1943 e la nascita della Repubblica Sociale Italiana, Montecatini fu teatro nella notte tra il 5 e il 6 novembre 1943 di una delle prime retate condotte da militi italiani alle dirette dipendenze del comandante tedesco Theodor Dannecker, che, dopo aver compiuto il rastrellamento del ghetto di Roma il 16 ottobre, in quei giorni guida le operazioni in Toscana. Per quanto alcuni riuscissero a fuggire, ad essere arrestate furono 22 persone, in prevalenza ebrei italiani sfollati da altre località assieme a due ex-internati "stranieri". Condotti alle carceri di Firenze furono deportati il 9 novembre 1943. Perirono tutti ad Auschwitz. Tra loro anche diversi bambini. Montecatini fu – assieme a Borgo a Buggiano – il luogo nella provincia di Pistoia da cui si ebbe il maggior numero di ebrei deportati. Non mancarono tuttavia anche episodi di solidarietà: nell'orfanotrofio della Madonnina del Grappa a Villa Forini Lippi trovarono rifugio almeno tre bambini ebrei (i fratelli Cesare e Vittorio Sacerdoti e un piccolo profugo dalla Grecia di nome Elio), i quali furono così salvati dalla deportazione. Montecatini fu liberata il 7 settembre 1944, con la ritirata delle truppe naziste che però tentarono di rallentare l'arrivo alleato (testificato dal tentativo di far saltare in aria la funicolare) e non mancarono rastrellamenti contro i civili.
Montecatini è anche conosciuta nel dopoguerra per essere il luogo dove morì lo stilista Christian Dior, nel 1957. Nel 1958 lo stato si riappropria delle terme simboleggiando una seconda fase con la ricostruzione delle terme Redi ed Excelsior. Montecatini in quegli anni è frequentata da persone importanti, nobili, persone del mondo dello spettacolo e della politica. Nel 1970 le terme rimangono aperte tutto l'anno, però da quel momento si ha un lento declino; fino ad oggi, in cui la moda delle terme è nettamente ridimensionata, in parte a causa dello stato precario in cui effettivamente si trovano gli edifici, mentre il comune ha sempre mostrato interesse nel rinnovamento delle sue terme. Dagli anni 1990 si è cercato il rilancio delle terme con risultati insoddisfacenti così come in altre realtà termali una volta di proprietà statale. Montecatini Terme oggi è città apprezzata da turisti nazionali e internazionali non solo per la sua posizione strategica rispetto ad una visita di realtà a forte attrazione turistica (Firenze, Lucca, Pisa) ma anche per la vicinanza ad interessanti luoghi della cosiddetta Toscana minore e per il posizionamento grossomodo equidistante rispetto ai due maggiori aeroporti toscani, il Galileo Galilei e l'Amerigo Vespucci. Inoltre la dotazione di impianti sportivi pubblici ne fanno meta ideale per rassegne sportive da parte di federazioni nazionali ed enti di promozione sportiva: Stadio Comunale (Mariotti), PalaTerme che può ospitare oggi eventi con una presenza massima di 2.700 persone, piscina comunale con vasche al chiuso e all'aperto, le due strutture collegate di Viale Leonardo da Vinci ideali per rassegne indoor, eppoi strutture private come l'Ippodromo Sesana e a pochi km dal confine cittadino il Golf Club La Pievaccia. Ad oggi le infrastrutture alberghiere cittadine contano circa 12.000 posti letto.

### XXI secolo
Nella 44ª Assemblea Generale del Patrimonio Mondiale dell'UNESCO, tenutasi a Fuzhou, in Cina, dal 24 al 28 Luglio del 2021, Montecatini Terme è entrata nella lista come componente del sito Grandi città termali d'Europa, composto anche da: Karlovy Vary, Mariánské Lázně, Františkovy Lázně (Repubblica Ceca), Vichy (Francia), Spa (Belgio), Bath (Inghilterra), Baden-Baden, Bad Ems e Bad Kissingen (Germania), Baden bei Wien (Austria). A Fuzhou in Cina si è tenuta la sessione del quarantaquattresimo Comitato del Patrimonio Mondiale Unesco che ha riconosciuto Montecatini Terme come Patrimonio Mondiale Unesco. Ad oggi, Montecatini è una città ancora molto attiva, beneficiando anche delle continue iniziative e interventi di salvaguardia da parte del comune, sebbene oramai diventati insufficienti negli ultimi anni.

### Simboli
Lo stemma del comune è regolato dal Regio Decreto del 12 agosto 1908. Si tratta di uno scudo troncato: al primo di Montecatini che è d'azzurro al monte di sei colli all'italiana, ristretto, sostenente due leoni affrontati, il tutto d'oro, i leoni tenenti un catino, di rosso, cimato da uno scudetto ovato di argento carico di un giglio di rosso; al secondo mareggiato di argento e di azzurro. Il motto, presente anche nello stemma e nel gonfalone recita: «Salus» (latino: Salute). Talvolta nel simbolo di Montecatini compare un orso, in ricordo di quello che fu rubato a Ponsacco.

## Monumenti e luoghi d'interesse

### Architetture religiose

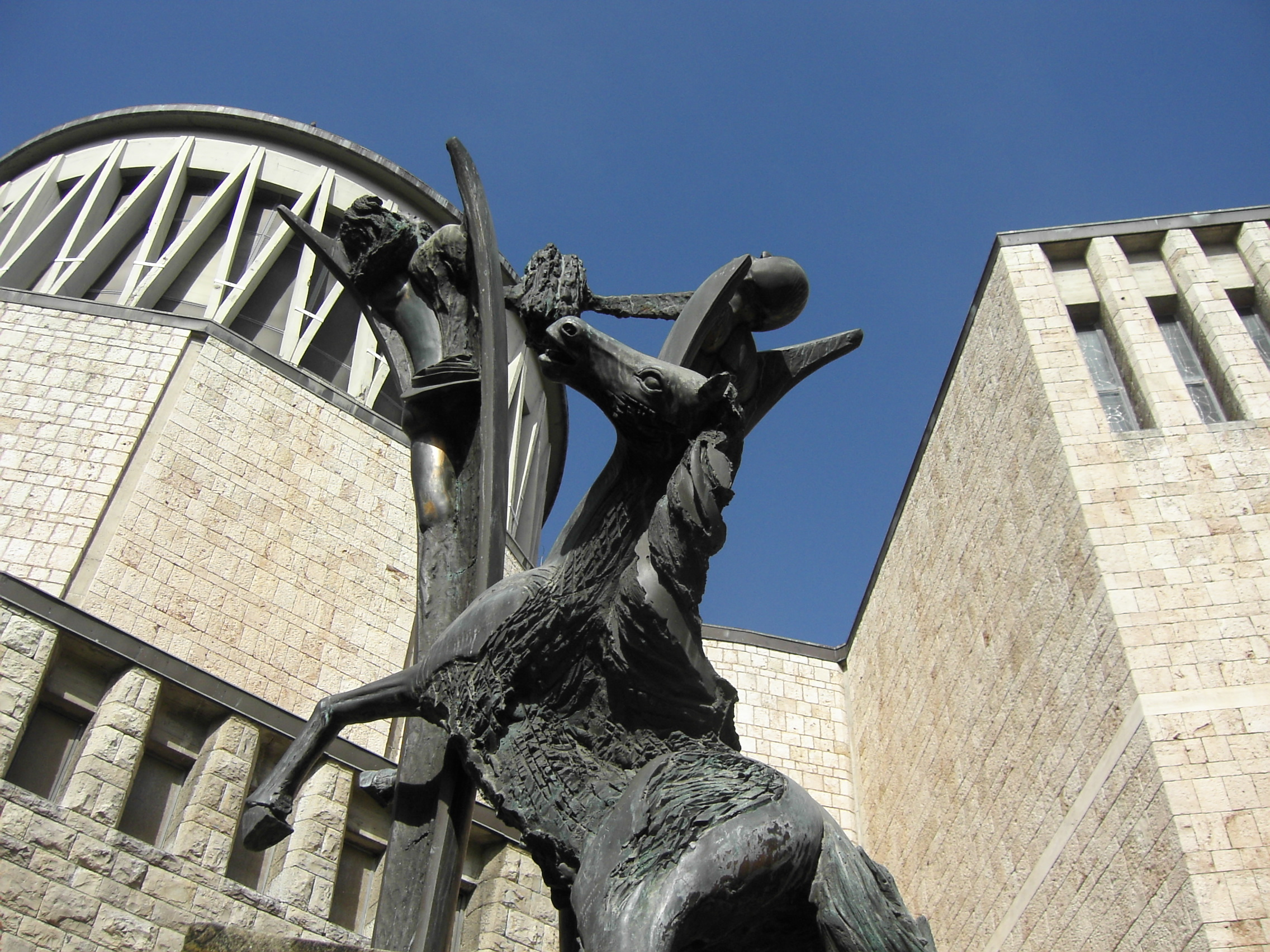
Particolare della Chiesa di Santa Maria Assunta

- Basilica di Santa Maria Assunta (1962), è il principale edificio religioso della città, interamente ricostruito tra il 1957 e il 1962 al posto di una chiesa in stile neoclassico che risaliva al 1833. Ha pianta ottagonale con quattro cappella laterali e il presbiterio.[22]
- Chiesa di Sant'Antonio (1911), edificio in stile neogotico che si trova nella zona nord-ovest della città.
- Chiesa di San Francesco d'Assisi dei Frati Cappuccini, nella quale si trova una tela con la Madonna col Bambino tra un Santo cavaliere (Giuliano?), Sant'Antonio abate e due angeli, datata 1584 ed attribuibile a Baccio Lomi. L'iscrizione in basso rivela anche il nome del committente, Antonio di Mariano del Vecchio da Lunata (forse luogo di provenienza del dipinto), probabilmente ritratto nella figura di Antonio abate[23].
- Chiesa dei Santi Jacopo e Filippo (o del Carmine) (1764), situata a Montecatini Alto, fu quasi completamente ricostruita in stile barocco sopra un edificio romanico. Presenta una facciata con tetto a capanna.
- Chiesa di San Pietro (XVII secolo), in origine era la chiesa del castello di Montecatini. Divenne pieve nel XII secolo, quando l'edificio venne interamente ricostruito. L'attuale facciata, preceduta da una massiccia torre medievale, costituiva la testata absidale della chiesa romanica trasformata nelle forme attuali nel XVII secolo. Nell'interno si conservano importanti opere.
- Convento e chiesa di Santa Maria a Ripa (XVI secolo), l'edificio monastico si caratterizza per il suo stile severo e alla chiesa si accede da una scalinata in pietra, probabilmente risalente all'epoca romanica, come anche la facciata, con tetto a capanna. All'interno, ad unica navata con soffitto a volte a crociera, sono stati riportati alla luce affreschi del XVIII secolo.

### Architetture civili

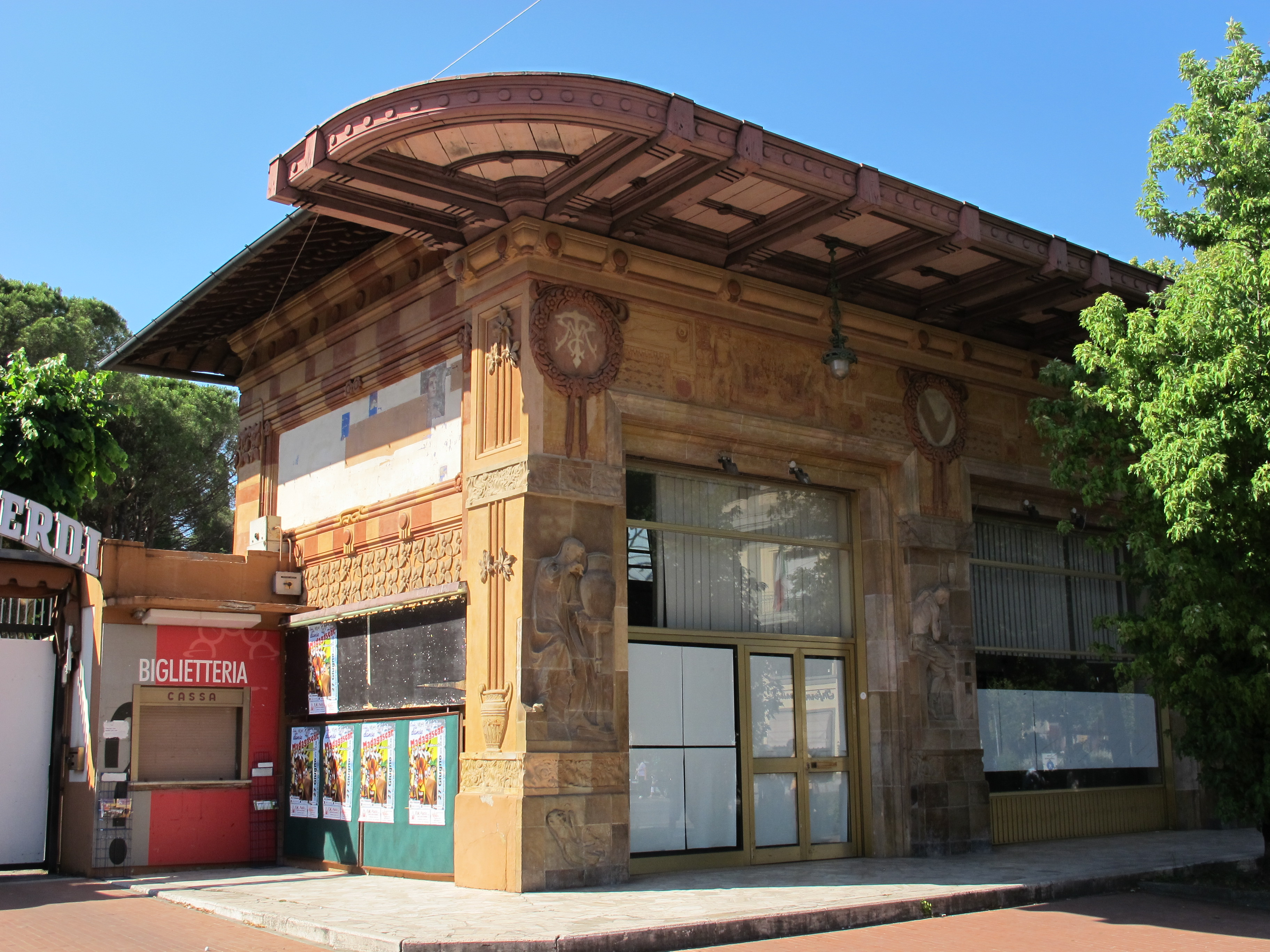
Il padiglioncino Tamerici

- Villa Forini Lippi (XVII secolo), esistente già dal seicento, l'attuale complesso è il risultato di una aggregazione di fabbricati rurali. La facciata è caratterizzata da una bella scala a doppia rampa in pietra sormontata da un'elegante loggetta con tre arcate sorrette da colonnine. Circondata da un parco di quasi due ettari, attualmente la villa è sede della biblioteca comunale.[24]
- Palazzo Comunale (1914), all'interno vi sono ricche decorazioni in gesso eseguite in massima parte dalla ditta Alessandro Del Soldato. Interessante il salone interno di altezza doppia con una balconata a sbalzo che divide lo spazio in due ordini corinzi sovrapposti.
- Padiglioncino Tamerici (1902), costruito "per il deposito e lo smercio dei sali delle Tamerici" , per la sua qualificazione formale espressamente liberty e floreale rappresenta un'eccezione nel panorama cittadino. È ricco di bassorilievi ispirati alla lavorazione della ceramica, che rappresentano l'artista, il tornitore di vasi, il decoratore e l'infornatore.
- Stazione ferroviaria (1937), la stazione è in realtà attiva dal 1853, l'attuale edificio venne inaugurato il 4 agosto 1937 in quanto, con la crescita della popolarità delle terme, si era reso necessario uno di dimensioni maggiori. La stazione si trova in Piazza Italia, all'ingresso della città per chi esce dall'autostrada dirigendosi verso il centro città Il progetto è dell'architetto Angiolo Mazzoni.[25] Di recente è stata oggetto di un restauro delle vecchie sale di attesa.
- Teatro Verdi (1829), venne progettato tra il 1828 e il 1829 dall'architetto Lodovico Fortini come grande teatro all'aperto nel parco dei divertimenti di proprietà della "Società delle Nuove Terme". Venne inaugurato nel 1930 con Aida di Giuseppe Verdi. Nel 1981 il teatro è stato ampiamente ristrutturato.
- Parco termale (1912), nato come punto di collegamento tra tutti gli stabilimenti, oggi un'importante area naturale, con all'interno numerosi monumenti di artisti internazionali
- Piazza del Popolo (XIX secolo), il centro della città con all'interno la fontana Guidotti (1913), attribuita ad Antonio Guidotti e Raffaello Brizzi.

### Complessi termali

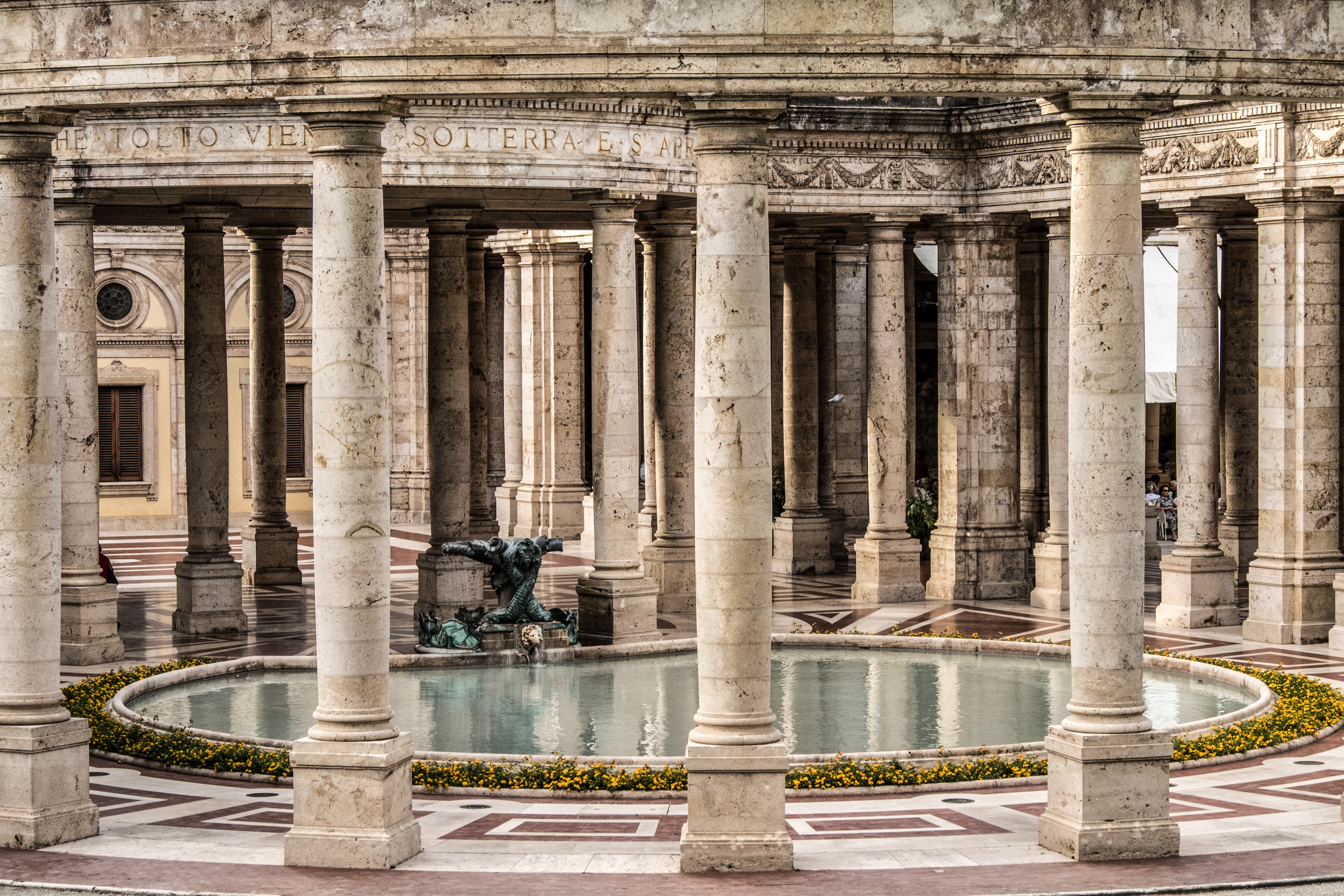
Le Terme Tettuccio

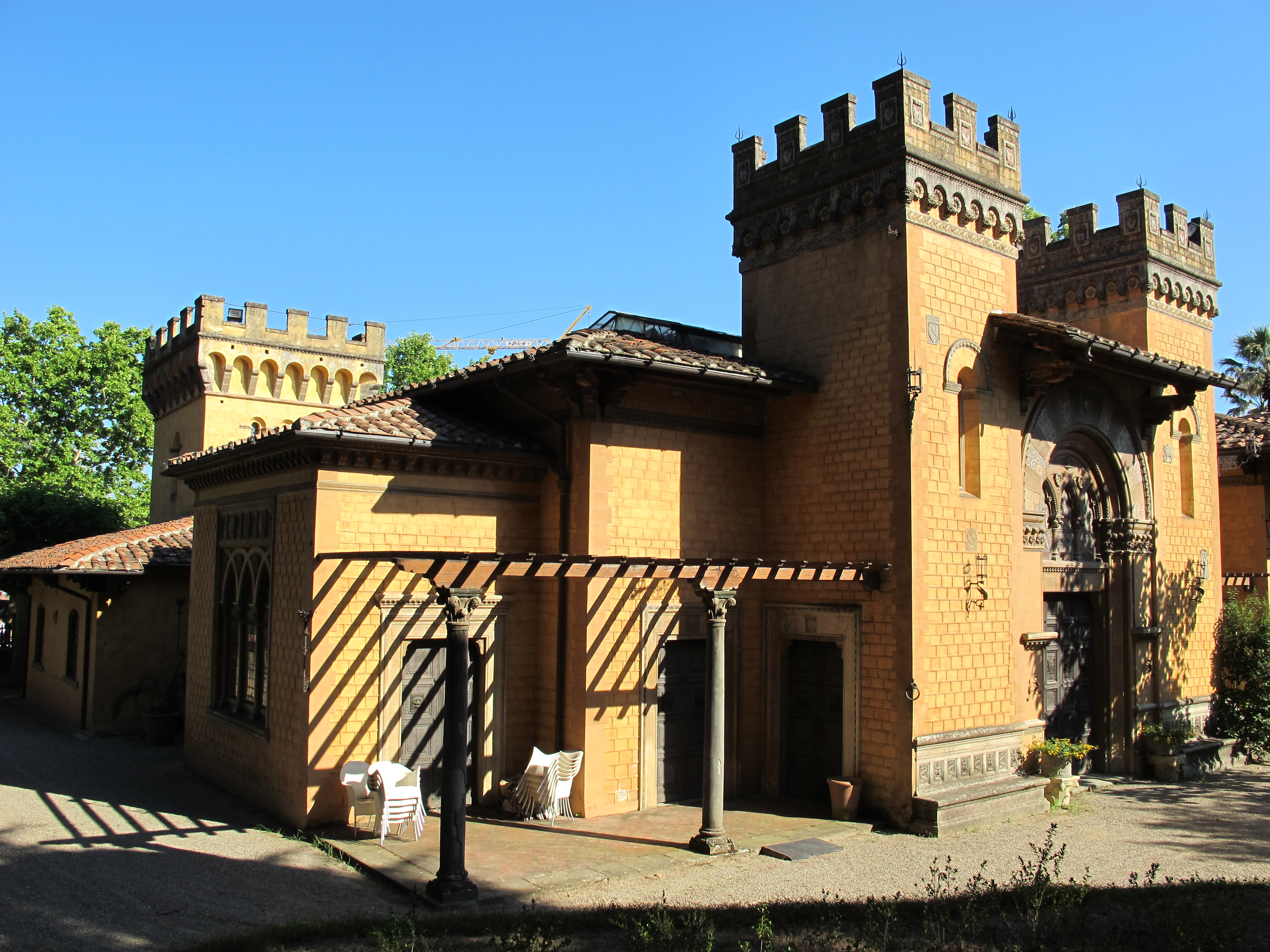
Le Terme Tamerici

- Terme Excelsior (1968), il primo edificio, dedicato ad ospitare il casinò venne inaugurato il 27 giugno 1907 e venne progettato da Giulio Bernardini. Nel 1968 questa prima struttura venne demolita per essere ricostruita su disegno di Sergio Brusa Pasquè. Tipica l'architettura della loggia che trae ispirazione dal rinascimento fiorentino[26].
- Terme La Fortuna (anni 1910), la sorgente La Fortuna venne scoperta nel 1853. Nel 1912 l'edificio era costituito da "un fabbricato ad un piano a pianta rettangolare, oltre al sottosuolo". Il complesso si trova in un giardino paesaggistico.[27]
- Terme La Salute (1929), scoperte nel 1860 in una cava di travertino vennero ricostruite tra il 1922 e il 1929. Si sviluppano su 7 250 metri quadrati[28].
- Terme Nuove Redi (2009), nate nel 1920 vennero completamente ricostruite nel 1964. Nel 2009 sono state rinnovate grazie al progetto dell'architetto Oreste Ruggiero[29].
- Terme Regina (1927), si trovano all'interno del parco del Tettuccio e vennero fondate nel 1773. L'attuale complesso venne realizzato tra il 1923 e il 1927, in stile neorinascimentale, su progetto di Ugo Giovannozzi[30].
- Terme Rinfresco (1927), oggi chiuse vennero progettate inizialmente nel 1795 il fabbricato venne ricostruito nel 1927 su progetto di Ugo Giovannozzi. Interessante il mosaico posto sul piazzale antistante.[31]
- Terme Tamerici (1911), si trova al centro del parco termale e sono caratterizzate da quattro edifici distinti. La fonte termale venne scoperta nel 1843, gli edifici che la compongono vennero parzialmente demoliti nel 1909 per essere ricostruiti nel 1911[32].
- Terme Tettuccio (1928), la sua particolarità è quella di essere "aperte" seppur con l'esclusione di alcuni locali. Il primo complesso venne progettato da Gaspare Maria Paoletti tra il 1779 e il 1781. Nel 1929 vennero riprogettate con ispirazione tardo-rinascimentale[33].
- Terme Leopoldine (1926), così chiamate in onore del granduca Leopoldo II d'Asburgo-Lorena vennero iniziate nel 1775. L'attuale complesso risale al restauro effettuato tra il 1919 e il 1926. Attualmente sono chiuse[34].
- Terme Torretta (1928), prende il nome dal torrente Torretta che le attraversa. Edificate dopo il 1829 dal conte Baldino Baldini, i fabbricati subirono un importante intervento di restauro tra il 1925 e il 1928, ma oggi hanno perso il proprio splendore[35].

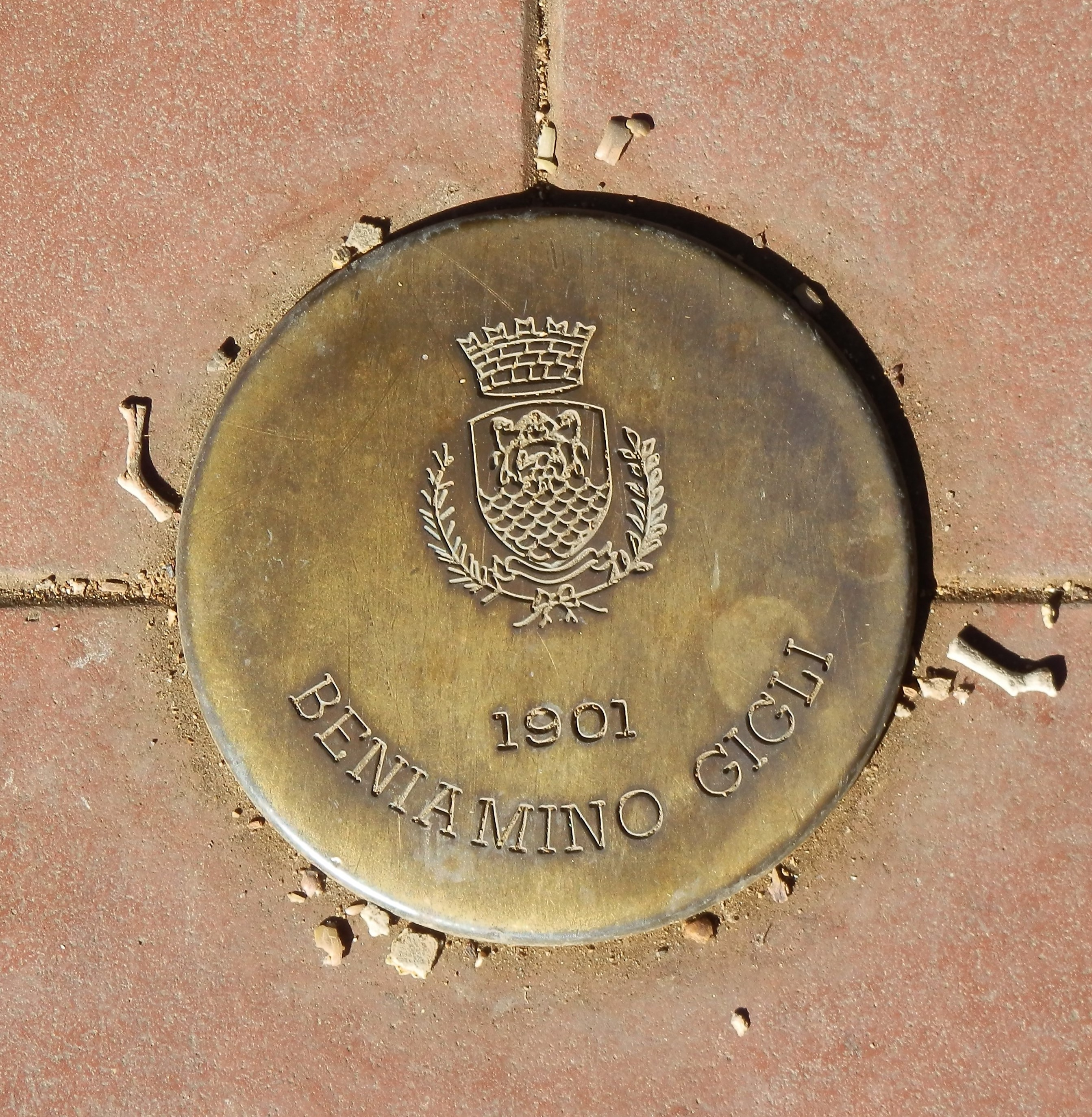
Walk of Fame. Beniamino Gigli

### Altro
La Walk of Fame di Montecatini Terme è un'installazione posta lungo i marciapiedi di viale Giuseppe Verdi, costituita da una serie di borchie circolari ove sono riportati i nomi delle principali personalità che hanno visitato Montecatini Terme.

## Società

### Evoluzione demografica
Abitanti censiti

### Etnie e minoranze straniere
Secondo i dati ISTAT al 31 dicembre 2023, la popolazione straniera residente era di 4 628 persone, pari al 21,63% della popolazione.
Le nazionalità maggiormente rappresentate erano:
- Romania 1 445
- Albania 826

## Cultura

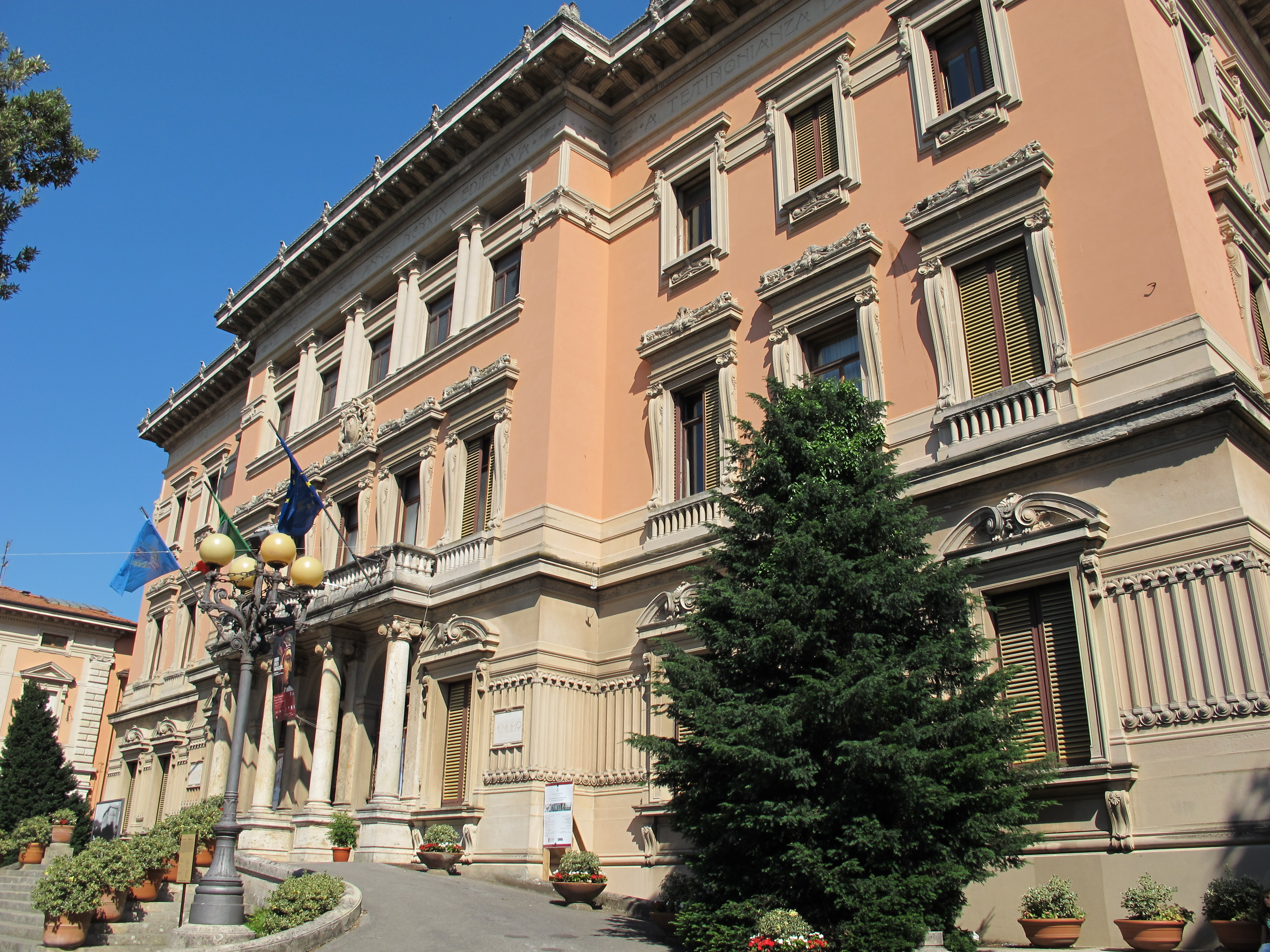
Palazzo Comunale

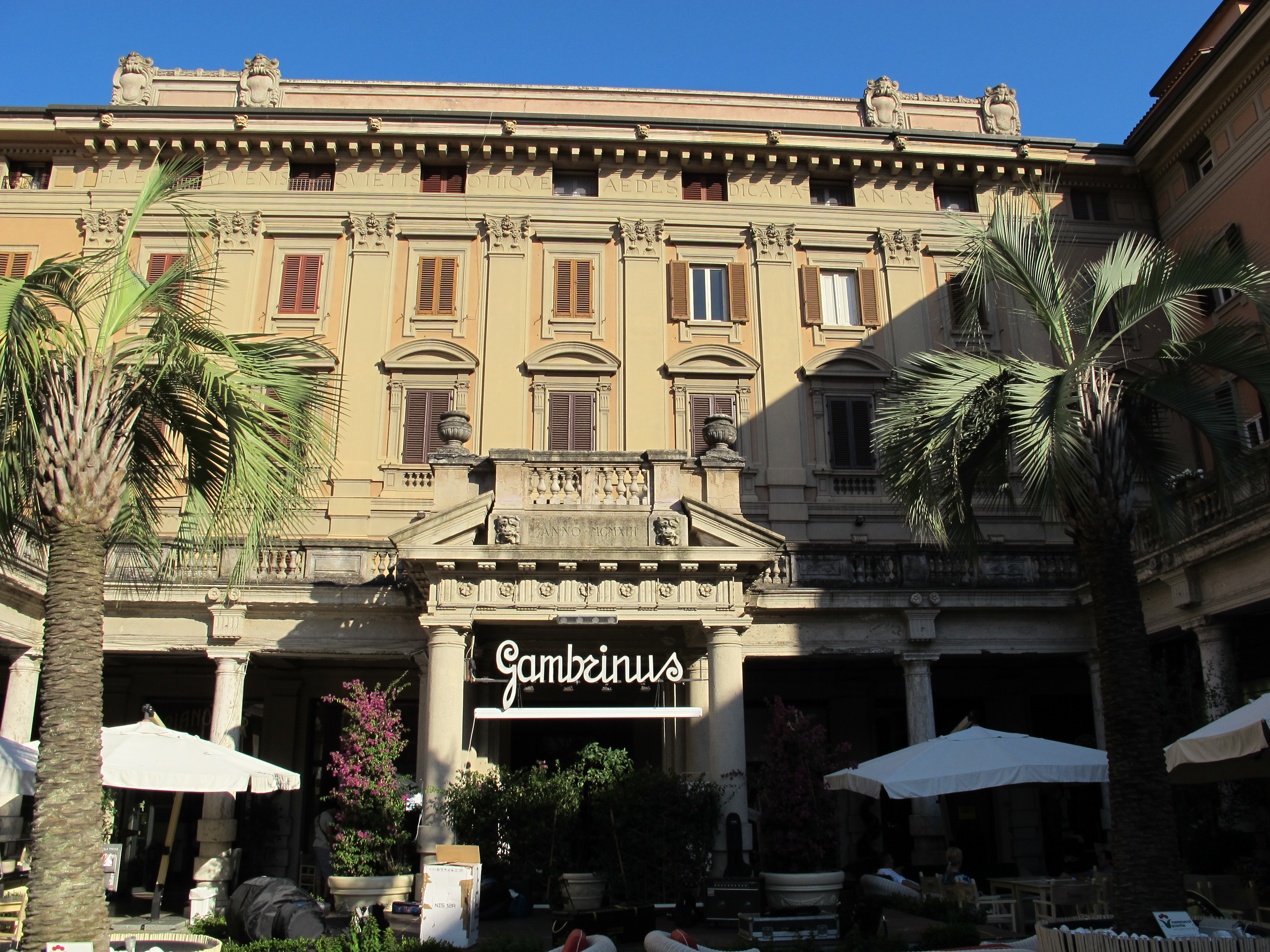
Il Gambrinus

Montecatini, nota alle cronache perché vi soggiornò Giuseppe Verdi, ospita periodicamente mostre d'interesse culturale e rilevanza nazionale e internazionale. Nel 2008 si è aperto un ciclo di esposizioni proseguito, dal 16 luglio 2009 al 18 gennaio 2010, con una mostra antologica dedicata al movimento dei Macchiaioli. Nella primavera estate 2011 è stata la volta della mostra Santi Poeti Navigatori. Dal luglio 2023 al 7 gennaio 2024 è stata in cartellone una grande mostra dedicata ai 150 anni dalla nascita dell'artista mugellano Galileo Chini. Fino al settembre 2024 presso il Montecatini Contemporary Art è possibile visitare "Florilegio Italiano", mostra che presenta lavori di Nespolo, Guarneri, Notargiacomo, Modica, ed altri maestri dell'astrazione e accademici. Altri eventi culturali si susseguono annualmente, come la rassegna di musica classica "Estate Regina" che si teneva presso lo Stabilimento Tettuccio e in passato ha ospitato personalità quali Zubin Mehta e Luciano Berio per fare due soli esempi, sempre accompagnati dagli orchestrali del Maggio Musicale Fiorentino. Fra le altre iniziative consolidate la rassegna "Acqua in bocca (ma non troppo)" dedicata alla presentazione di libri ospitata presso le Terme Tettuccio, "Champagne per tutti" manifestazione dedicata allo champagne prodotto da piccoli vigneron francesi che si tiene in primavera presso le Terme Tettuccio, "Oltre la Rocca" che occupa un fine settimana nella prima metà di settembre a Montecatini Alto, il "Montecatini International Short Film Festival" rassegna internazionale del cortometraggio in programma dal 5 al 10 novembre 2024 e "Food & Book", festival del libro e della cultura gastronomica. Chiunque fosse interessato ad avere informazioni precise al riguardo può far riferimento al sito internet dell'Amministrazione Comunale, www.comune.montecatini-terme.pt.it.

### Istruzione

#### Biblioteche
La biblioteca comunale è ospitata nella Villa Forini Lippi, al limite occidentale della città, immersa in un ampio parco verde. È aperta tutta la settimana, incluso il sabato mattina. Giorno di chiusura: domenica. Dall'estate 2024 è oggetto di importanti investimenti che ne amplieranno gli spazi utilizzabili e ne miglioreranno l'efficienza energetica oltreché la fruibilità del parco antistante.

#### Scuole
Montecatini Terme dispone di otto scuole dell'infanzia (sette pubbliche e una privata), di otto scuole primarie (sei pubbliche e due private), di due scuole secondarie di primo grado (una pubblica e una privata) e di tre scuole secondarie di secondo grado (due pubbliche e una privata).

#### Istituto Alberghiero
Montecatini Terme ospita le sedi dell'Istituto Professionale di Stato per i Servizi Alberghieri e della Ristorazione Ferdinando Martini, vero fiore all'occhiello cittadino per la qualità degli studenti che prepara e che hanno modo di mostrare le loro qualità in ristoranti e alberghi di tutto il mondo.

#### Musei
- Montecatini Contemporary Art (MO.C.A.), galleria d'arte contemporanea.

### Cucina
- Le specialità tipica sono le cialde di Montecatini, fatte con uovo e zucchero; sono molto ricercate come dessert.
- Sono popolari anche i brigidini da Lamporecchio

## Geografia antropica

### Frazioni e località

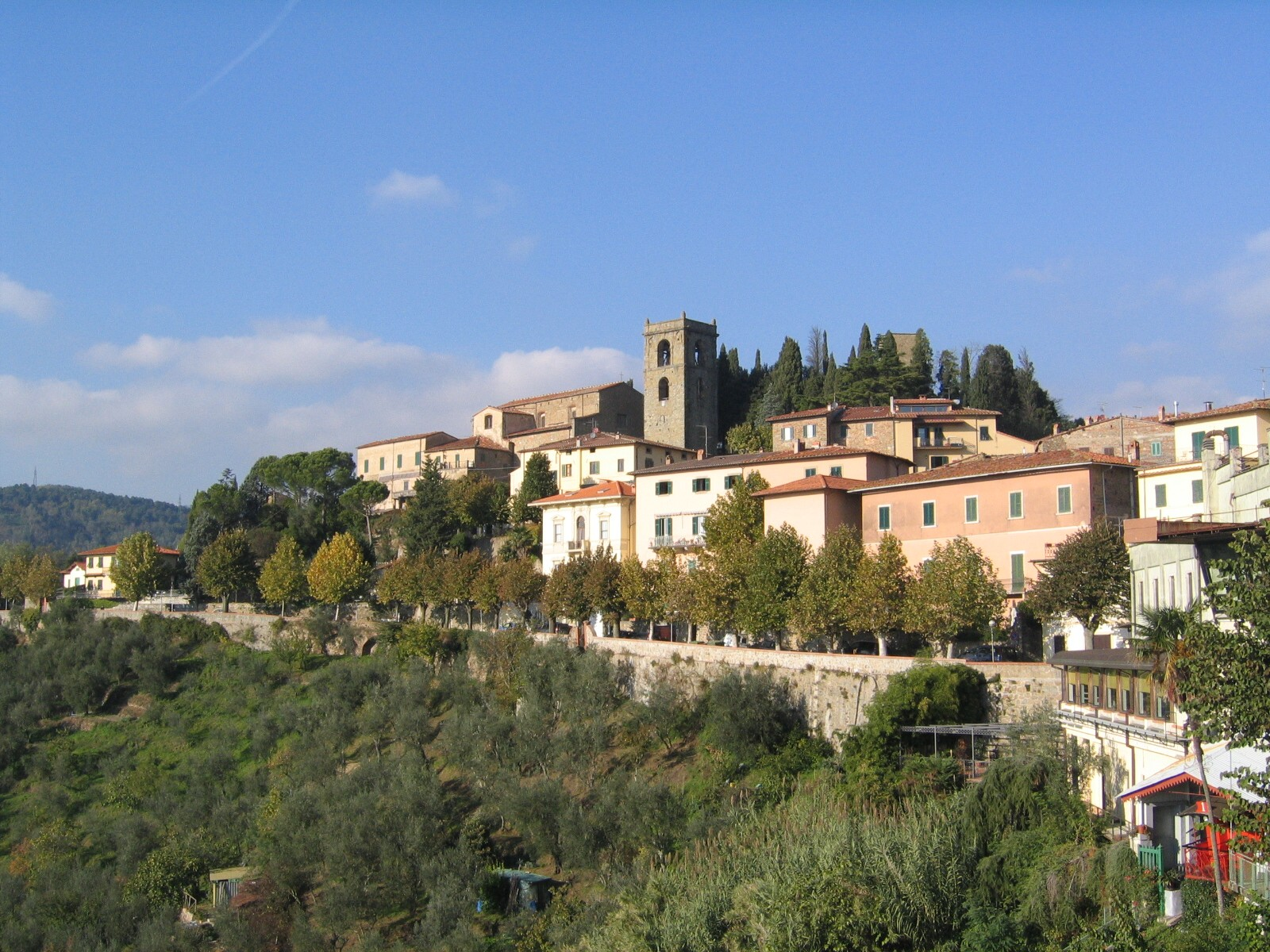
Montecatini Alto

Montecatini Terme si situa al centro di un'area urbana di circa 37.500 abitanti, comprendente i comuni di Massa e Cozzile e Pieve a Nievole.
- Montecatini Alto, borgo storico precedentemente capoluogo comunale col nome di Montecatini Val di Nievole.
- Nievole (pronunciare Nièvole; regionalmente anche Gnèvole) è un paese di 600 abitanti.
- Vico, frazione collinare situata tra Montecatini Alto e Nievole.
- Biscolla, località a sud della città, confinante con il comune di Massa e Cozzile.
- Gallo, frazione a sud della città, confinante con il comune di Pieve a Nievole.

## Economia
Il comune è un importante polo turistico e alberghiero, specializzato anche nel commercio e nei servizi. L'industria e l'agricoltura rivestono un ruolo complessivamente marginale nel complesso.

## Infrastrutture e trasporti

### Strade
Il comune è attraversato dall'Autostrada A11 da ovest a est, con l'uscita Montecatini Terme situata nel territorio di Pieve a Nievole, ma ben collegata col centro della città. Le strade provinciali e regionali che attraversano il territorio di Montecatini Terme, sono la SR435 Lucchese da Pistoia a Collodi, la SR436 Francesca verso Fucecchio, la SP633 Mammianese-Marlianese verso Marliana, la SP22 Porrione e del Terzo tra Ponte Buggianese e Monsummano Terme, la SP26 Camporcioni verso Chiesina Uzzanese, la SP32 Nievole-Avaglio-Bivio di Avaglio, la SP33 Nievole-Casore del Monte-Femminamorta e la SP40 Marlianese verso Serravalle Pistoiese.
Montecatini Terme dista 39 km da Firenze, 34 da Pisa, 21 da Lucca e 12 da Pistoia.

### Ferrovie e tranvie
Il comune è dotato di due stazioni ferroviarie sulla linea Firenze-Lucca: la più piccola, ma centrale Montecatini Centro e la più grande Montecatini Terme-Monsummano, importante opera architettonica degli anni trenta nella parte orientale della città, inaugurata nel 1937 e nota come "Stazione del Mazzoni".
Fino al 1938 la città era attraversata dalla tranvia Lucca-Monsummano, che svolgeva servizio passeggeri e merci.

### Impianti a fune

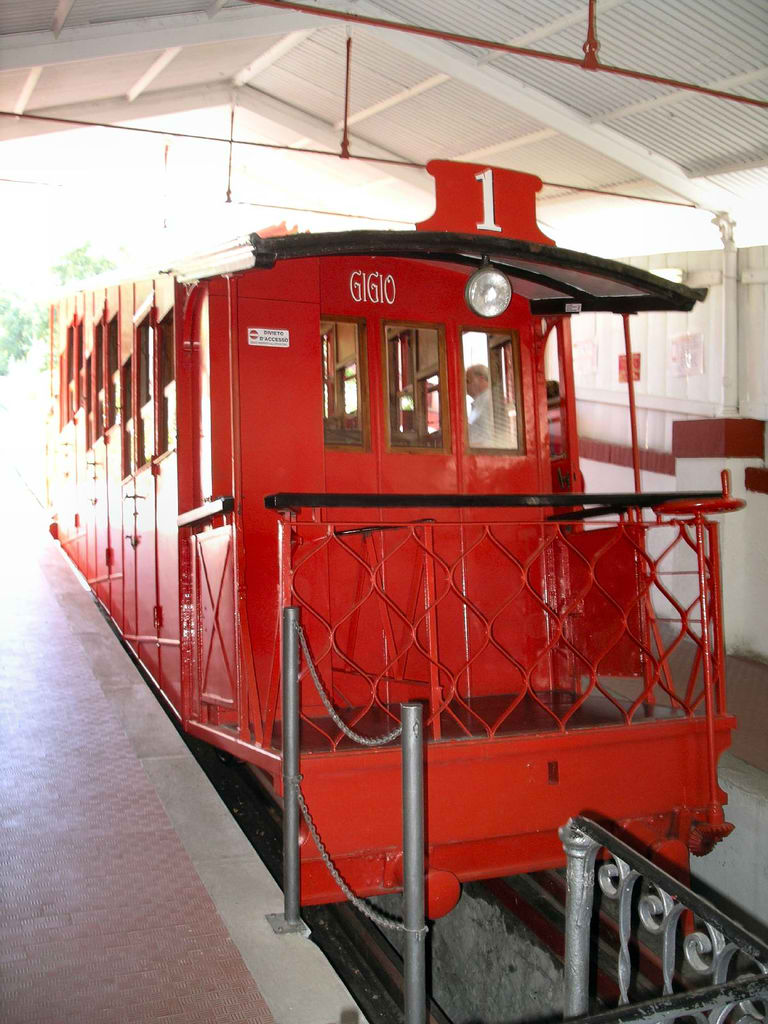
La funicolare

Montecatini Terme è collegata alla frazione di Montecatini Alto con la funicolare, con due vetture originali ancora in funzione (Gigio e Gigia).

### Mobilità urbana
Il trasporto pubblico locale è gestito da Autolinee Toscane, nell'ambito del contratto di servizio stipulato con gli enti locali. Esistono due linee urbane circolari, che collegano ad esempio la parte bassa della città con Montecatini Alto e altre varie linee extraurbane e regionali, di collegamento con la Valdinievole (La Linea 703), Pistoia e Firenze. 
Il principale nodo del trasporto pubblico locale è l'autostazione di Montecatini Terme, in piazza Italia, adiacente alla stazione ferroviaria di Montecatini Terme-Monsummanno. Sempre da tale hub intermodale, si attestano ulteriori collegamenti nazionali bus operati da diverse compagnie private. 

## Amministrazione
| Periodo | Periodo   | Primo cittadino                              | Partito                                         | Carica      | Note    |
| ------- | --------- | -------------------------------------------- | ----------------------------------------------- | ----------- | ------- |
| 1906    | 1918      | Egisto Simoncini                             |                                                 | Sindaco     |         |
| 1918    | 1919      | Alfonso Merlini                              |                                                 | Sindaco     |         |
| 1919    | 1922      | Egisto Simoncini                             |                                                 | Sindaco     |         |
| 1922    | 1923      | Emilio D'Eufemia                             |                                                 | Comm. pref. |         |
| 1923    | 1925      | Alfredo Scannavini                           | PNF                                             | Sindaco     |         |
| 1925    | 1926      | Giuseppe Ambrogi                             | Comm. pref.                                     | Sindaco     |         |
| 1926    | 1927      | Guido Guidi                                  |                                                 | Comm. pref. |         |
| 1927    | 1928      | Guido Guidi                                  | PNF                                             | Podestà     |         |
| 1928    | 1929      | Mario Schiffi                                |                                                 | Comm. pref. | Sindaco |
| 1929    | 1930      | Mario Schiffi                                | PNF                                             | Podestà     |         |
| 1930    | 1933      | Luigi Sanjust di Teulada                     |                                                 | Comm. pref. |         |
| 1933    | 1934      | Ildebrando Cellai                            |                                                 | Comm. pref. |         |
| 1934    |           | Alberto Prunai                               |                                                 | Comm. pref. |         |
| 1934    | 1937      | Luigi Sanjust di Teulada                     | PNF                                             | Podestà     |         |
| 1937    | 1938      | Francesco Boccia                             |                                                 | Comm. pref. |         |
| 1938    | 1940      | Giuseppe Meneghini                           |                                                 | Comm. pref. |         |
| 1940    |           | Giulio Nuti                                  |                                                 | Comm. pref. |         |
| 1940    | 1942      | Giulio Nuti                                  | PNF                                             | Podestà     |         |
| 1942    | 1943      | Renato Melani                                |                                                 | Comm. pref. |         |
| 1943    |           | Angelo Mopi                                  |                                                 | Comm. pref. |         |
| 1943    | 1944      | Pacino Pacini                                |                                                 | Comm. pref. |         |
| 1944    |           | Pacino Pacini                                |                                                 | Podestà     |         |
| 1944    |           | Pietro Giacomelli                            |                                                 | Comm. pref. |         |
| 1944    | 1944      | Arrigo Sorini (PCI)                          | CLN (PCI, PSIUP, P.d'AZ, DC)                    | Sindaco     |         |
| 1944    | 1945      | Piero Incerpi                                |                                                 | Comm. pref. |         |
| 1945    | 1946      | Mario Marchetti (PCI)                        | CLN (PCI, PSIUP, P.d'AZ, DC)                    | Sindaco     |         |
| 1946    | 1956      | Mario Marchetti (PCI)                        | PCI - PSI                                       | Sindaco     |         |
| 1956    | 1957      | Luigi Simoncini (PSDI)                       | PSDI-DC                                         | Sindaco     |         |
| 1957    | 1958      | Vittorio Ludovico Ratti (DC)                 | PSDI-DC                                         | Sindaco     |         |
| 1958    | 1960      | Giovanni Santini                             |                                                 | Comm. pref. |         |
| 1960    | 1963      | Bruno Barni (PSI)                            | PSI-PCI                                         | Sindaco     |         |
| 1963    | 1965      | Gino Pesi (PCI)                              | PCI-PSI                                         | Sindaco     |         |
| 1965    | 1968      | Lenio Riccomi (PSI)                          | PSI-DC-PSDI                                     | Sindaco     |         |
| 1968    | 1970      | Enrico Del Rosso (PSI)                       | PSI-PCI                                         | Sindaco     |         |
| 1970    | 1975      | Enrico Del Rosso (PSI)                       | PSI-DC-PSDI                                     | Sindaco     |         |
| 1975    | 1980      | Lenio Riccomi (PSI)                          | PSI-PCI                                         | Sindaco     |         |
| 1980    | 1985      | Lenio Riccomi (PSI)                          | PSI-PCI-PRI-PSDI                                | Sindaco     |         |
| 1985    | 1987      | Lenio Riccomi (PSI)                          | PSI-PCI-PRI-PSDI                                | Sindaco     |         |
| 1987    | 1990      | Alberto Lapenna (PSI)                        | PSI-DC                                          | Sindaco     |         |
| 1990    | 1993      | Amedeo Bartolini (Lista civica L'Airone/PDS) | Lista civica L'Airone/PDS-DC-PRI-Verdi          | Sindaco     |         |
| 1993    | 1995      | Carlo Vannini (PDS)                          | PDS-DC-PRI                                      | Sindaco     |         |
| 1995    | 1995      | Aldo Caruso                                  |                                                 | Comm. pref. |         |
| 1995    | 1999      | Corrado Messeri (Indipendente)               | PDS-PSI-Lega Nord-Indipendenti                  | Sindaco     |         |
| 1999    | 2004      | Ettore Severi (AN)                           | AN, FI, CCD-Progetto Montecatini                | Sindaco     |         |
| 2004    | 2009      | Ettore Severi (AN)                           | AN, FI-UDC, Lega Nord, Nuovo PSI, Liste civiche | Sindaco     |         |
| 2009    | 2014      | Giuseppe Bellandi (Indipendente)             | PD, IdV, MontecatineSì                          | Sindaco     |         |
| 2014    | 2019      | Giuseppe Bellandi (Indipendente)             | PD, MontecatineSì, La Città che VogliAMO        | Sindaco     |         |
| 2019    | 2024      | Luca Baroncini (Lega)                        | Lega, Forza Italia, Fratelli d'Italia           | Sindaco     |         |
| 2024    | in carica | Claudio del Rosso (Indipendente)             | PD, M5S, Azione, Claudio del Rosso Sindaco      | Sindaco     |         |

### Gemellaggi
Montecatini Terme è gemellata con:
- Harrogate, Inghilterra
- Concepción, Paraguay
- Locarno, dal 1964[43] (gemellaggio filatelico)

## Sport

### Ciclismo
Montecatini Terme è stata negli anni città di arrivo delle seguenti tappe del Giro d'Italia:
| Anno | Tappa | Partenza                              | km  | Vincitore di tappa  | Maglia rosa        |
| ---- | ----- | ------------------------------------- | --- | ------------------- | ------------------ |
| 1931 | 8ª    | Perugia                               | 246 | Learco Guerra       | Learco Guerra      |
| 1935 | 12ª   | Firenze                               | 134 | Giuseppe Olmo       | Vasco Bergamaschi  |
| 1936 | 3ª    | Genova                                | 226 | Raffaele Di Paco    | Aldo Bini          |
| 1938 | 4ª-2ª | La Spezia                             | 110 | Walter Generati     | Cesare Del Cancia  |
| 1946 | 3ª    | Genova                                | 222 | Adolfo Leoni        | Antonio Bevilacqua |
| 1949 | 13ª   | Modena                                | 160 | Adolfo Leoni        | Adolfo Leoni       |
| 1952 | 2ª    | Bologna                               | 197 | Angelo Conterno     | Angelo Conterno    |
| 1957 | 11ª   | Siena                                 | 230 | Rik Van Steenbergen | Nino Defilippis    |
| 1969 | 3ª    | Mirandola                             | 188 | Eddy Merckx         | Giancarlo Polidori |
| 1969 | 4ª    | Montecatini Terme (cron. individuale) | 21  | Eddy Merckx         | Giancarlo Polidori |
| 1981 | 13ª   | Empoli (cron. individuale)            | 35  | Knut Knudsen        | Roberto Visentini  |
| 2003 | 9ª    | Arezzo                                | 160 | Mario Cipollini     | Stefano Garzelli   |
| 2012 | 11ª   | Assisi                                | 255 | Roberto Ferrari     | Joaquim Rodríguez  |

È stata inoltre sede di partenza delle seguenti tappe del Giro d'Italia:
| Anno | Tappa  | Arrivo                       | km  | Vincitore di tappa     | Maglia rosa        |
| ---- | ------ | ---------------------------- | --- | ---------------------- | ------------------ |
| 1931 | 9ª     | Genova                       | 248 | Michele Mara           | Luigi Marchisio    |
| 1935 | 13ª-1ª | Lucca                        | 99  | René Debenne           | Vasco Bergamaschi  |
| 1936 | 4ª     | Grosseto                     | 220 | Fabio Battesini        | Aldo Bini          |
| 1938 | 5ª     | Chianciano Terme             | 184 | Salvatore Crippa       | Cesare Del Cancia  |
| 1946 | 4ª-1ª  | Prato (cron. individuale)    | 40  | Antonio Bevilacqua     | Antonio Bevilacqua |
| 1949 | 14ª    | Genova                       | 228 | Vincenzo Rossello      | Adolfo Leoni       |
| 1952 | 3ª     | Siena                        | 205 | Antonio Bevilacqua     | Nino Defilippis    |
| 1957 | 12ª    | Forte dei Marmi (cron. ind.) | 58  | Ercole Baldini         | Louison Bobet      |
| 1969 | 5ª     | Follonica                    | 194 | Albert Van Vlierberghe | Giancarlo Polidori |
| 1981 | 14ª    | Salsomaggiore Terme          | 224 | Francesco Moser        | Silvano Contini    |
| 2003 | 10ª    | Faenza                       | 211 | Kurt Asle Arvesen      | Gilberto Simoni    |
| 2015 | 6ª     | Castiglione della Pescaia    | 183 | André Greipel          | Alberto Contador   |

Dal 22 settembre 2013 al 29 settembre 2013 assieme alle Città di Lucca, Pistoia, Fiesole e Firenze ha ospitato i Campionati del mondo di ciclismo su strada 2013. 

### Altri sport

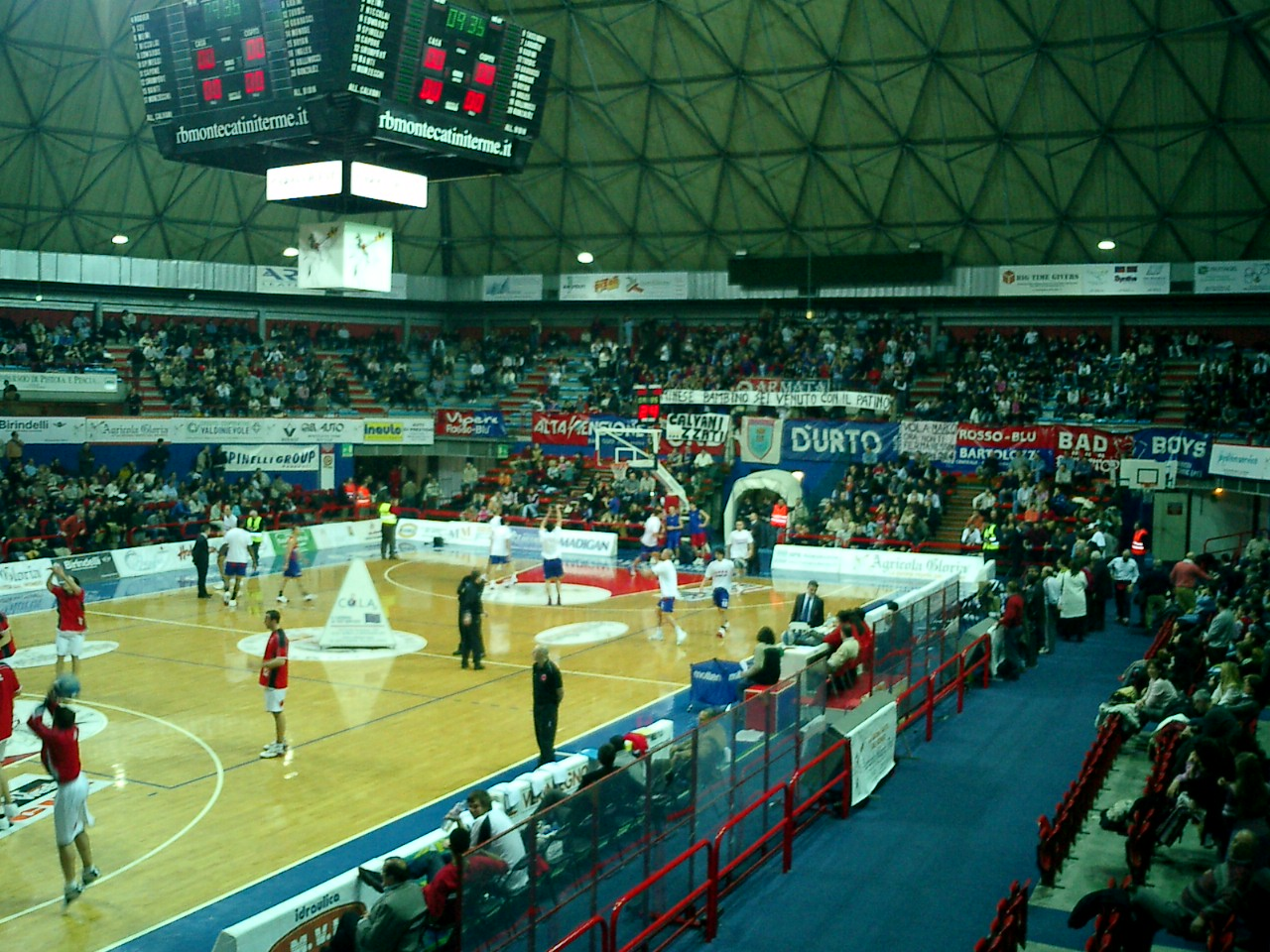
Il Palaterme, ospita gli incontri del Montecatiniterme Basketball e degli MTVB Herons Basket

- La squadra cittadina di pallacanestro ha disputato, tra la fine degli anni '80 e l'inizio degli anni 2000, 13 stagioni in serie A2 e 6 stagioni in serie A1. Attualmente Montecatini ha due squadre che disputano il campionato di Serie B: la Pallacanestro Montecatini e gli MTVB Herons Basket.
- La locale squadra di Calcio milita nel Campionato di Eccellenza toscana col nome di Valdinievole Montecatini dopo aver raggiunto a cavallo degli anni '80 le categoria professionistica della Serie C2 dove giocò per cinque stagioni.
- Montecatini Terme ospitò la finale dell'edizione 1978 di Giochi senza frontiere[45].
- Da anni ospita i campionati italiani di karate e manifestazioni di federazioni sportive nazionali.
- Il 30 aprile 2023 si è tenuta la 38ª edizione del Rally di Montecatini e della Valdinievole.
- Dal 2 all'8 luglio 2006 Montecatini Terme ha ospitato la XIX Finale dei Campionati Italiani Giovanili U16 di Scacchi.
- Dal 19 al 21 settembre 2008 a Montecatini Terme si è disputato l'incontro di Coppa Davis di tennis Italia-Lettonia, conclusosi con la vittoria degli azzurri per 3-2.